# Hydrophyllum fendleri
Hydrophyllum fendleri är en strävbladig växtart som först beskrevs av Samuel Frederick Gray, och fick sitt nu gällande namn av Heller. Hydrophyllum fendleri ingår i släktet indiankålssläktet, och familjen strävbladiga växter. Utöver nominatformen finns också underarten H. f. albifrons.